# Campobasso
Campobasso és un municipi italià, situat a la regió de Molise i a la província de Campobasso. L'any 2006 tenia 51.140 habitants.